# Phoenix reclinata

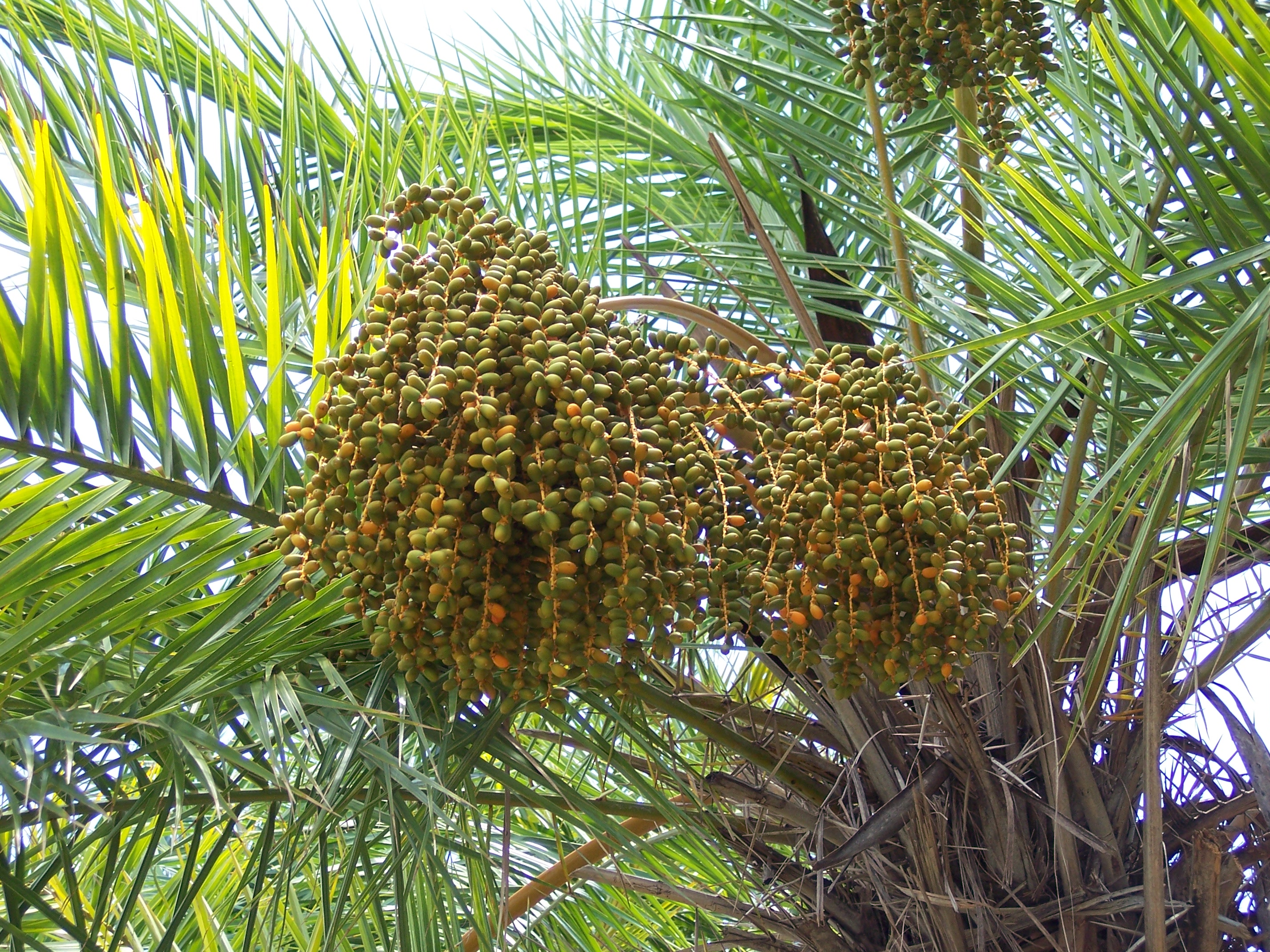
Fruit de P. reclinata

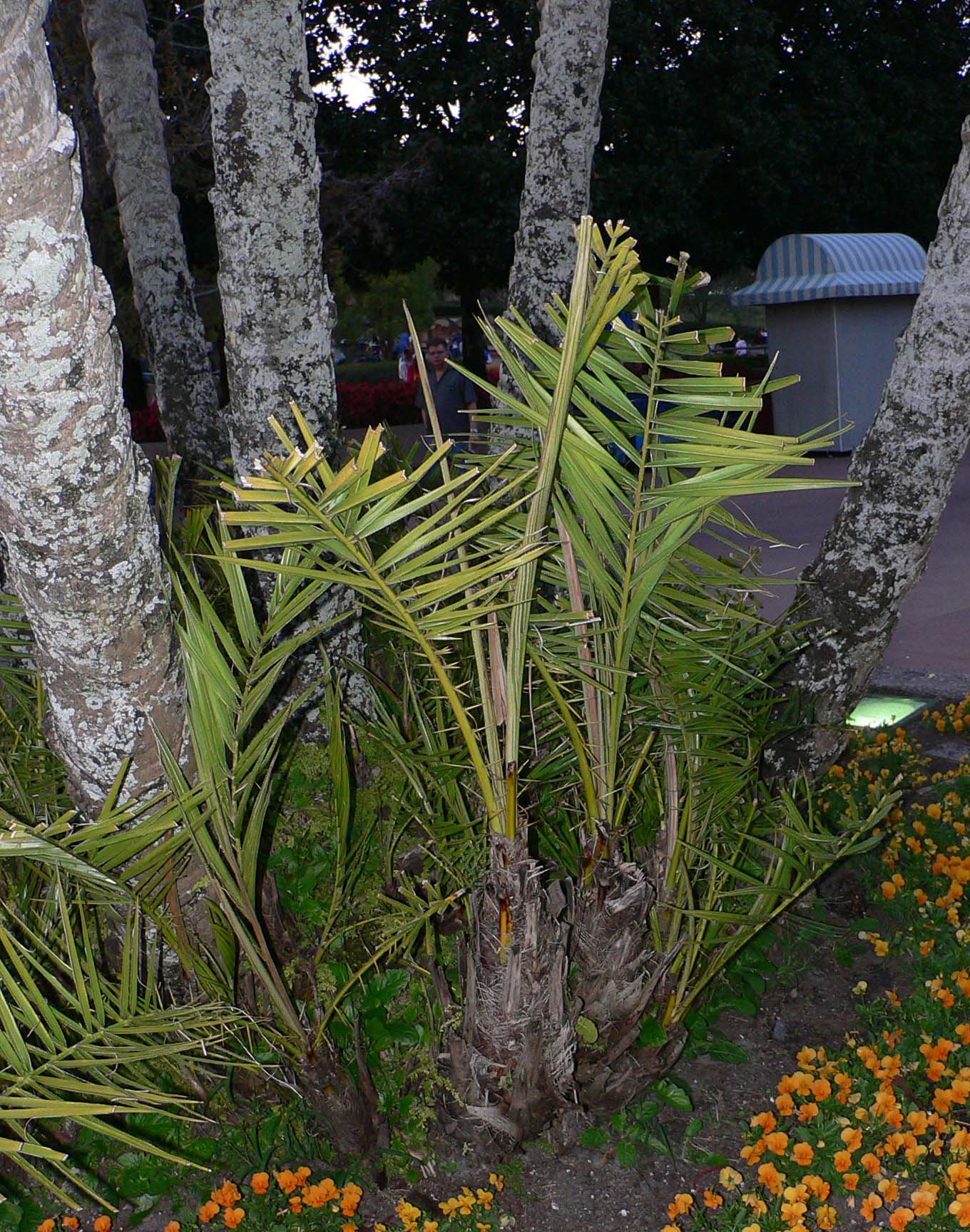
Planta jove

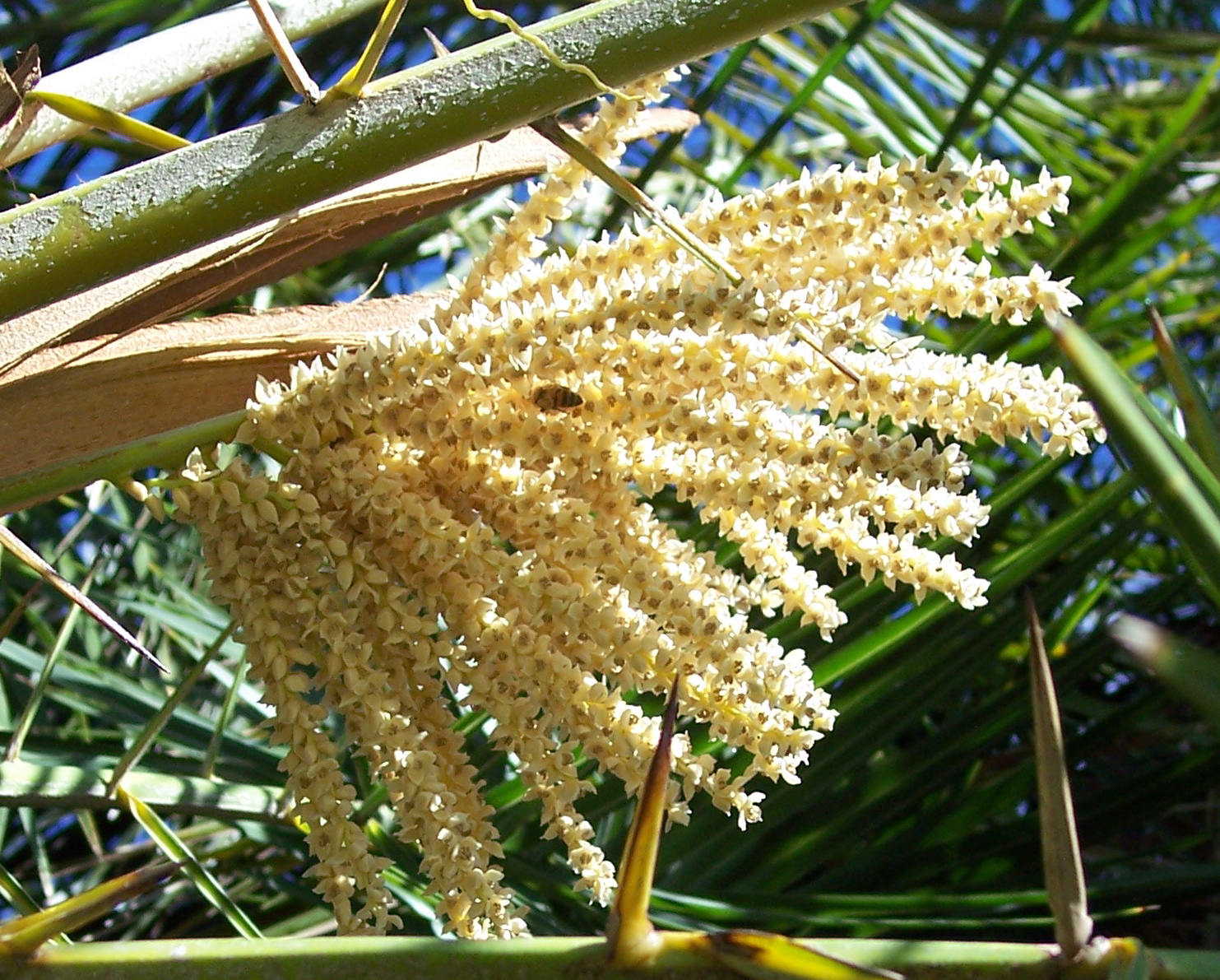
Detall

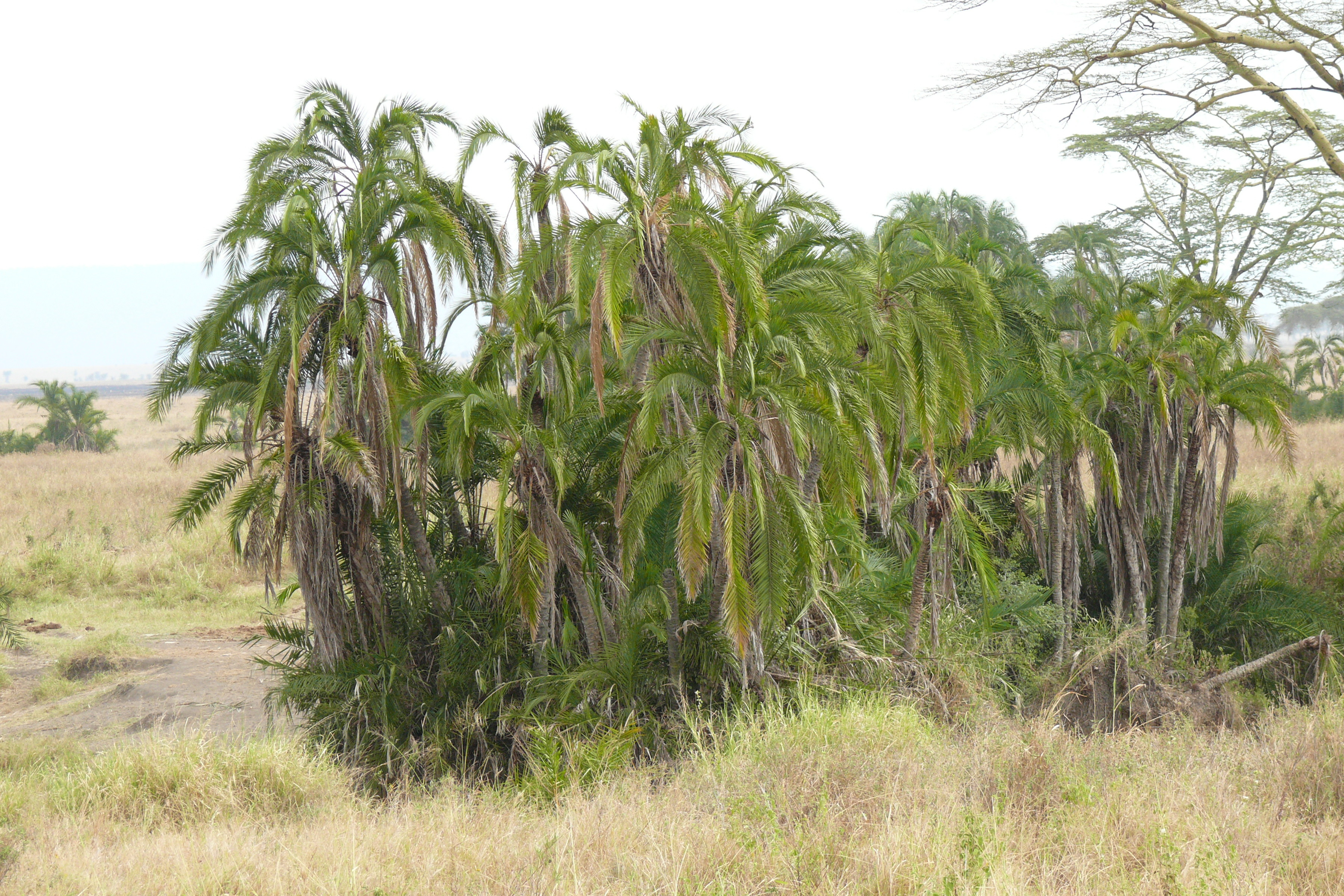
Vista de la planta

Phoenix reclinata és una espècie de planta de la família de les arecàcies. És una palmera natural dels tròpics d'Àfrica, la Península Aràbiga, Madagascar i les Illes Comores. També s'informa naturalitzat a Florida, Puerto Rico, Bermudes i les Illes de Sotavent. Les plantes es troben des del nivell del mar fins als 3.000 msnm, a clarianes de boscos humits, boscos monsònics i vessants de les muntanyes rocoses.

## Descripció
És una palmera dioica d'aglutinació, produint tiges múltiples de 7,5 a 15 m d'alçada i 30 cm d'ample. Les fulles són pinnades i recorbades, creixent de 2,5 fins a 4,5 m de longitud i 0,75 m d'ample. El color de la fulla és brillant fins al verd intens amb pecíols de 30 cm amb espines llargues i afilades a la base, amb 20 a 40 fulles per corona.
Les plantes són unisexuals i els florets apareixen a la part superior de la tija. Els florets masculins són d'un color brut, de groc pàl·lid i cauen després de la floració; els femenins són petits, globosos i de color groc-verd. Aquesta espècie té fruits oblongs comestibles, de color taronja (quan està madura), de 2,5 cm de diàmetre. El fruit es produeix en grans raïms penjants i contenen una llavor cadascuna.
Les palmes en tot el gènere Phoenix s'hibriden fàcilment entre si donant com a resultat variacions d'origen natural. En general, toleren la boira salina, i la sequera moderada on el nivell freàtic és permanentment alt.

## Usos
A més de la fruita, que atrau tant als animals com als humans, pot menjar-se com un vegetal. A la KwaZulu-Natal, Sud-àfrica, i el Delta de l'Okavango, Botswana, la saba es pren poc abans de la floració per fer vi de palmell (palm-wine). Les fibres de fulles joves i sense obrir es poden utilitzar per a fer catifes, faldilles escoceses i escombres. Les arrels contenen taní i es pot utilitzar per fer un tint de color marró. També produeixen una goma comestible. La fusta és lleugera i no és particularment útil.

## Taxonomia
Phoenix reclinata va ser descrita per Nikolaus Joseph von Jacquin i publicada a Fragmenta Botanica 1: 27, pl. 24, l'any 1801.

### Etimologia
- Phoenix: nom genèric que deriva del grec φοῖνιξ (phoinix) o φοίνικος (phoinikos), nom per a la palmera datilera utilitzat per Teofrast i Plini el Vell. És molt probable que es referissin al fenici, Fènix, fill d'Amyntor i Cleobule a la Ilíada de Homer, o l'au fènix, l'au sagrada del Antic Egipte.[4]
- reclinata: epítet llatí que significa "reclinada".[5]

### Sinonímia
- Fulchironia senegalensis Lesch.
- Phoenix abyssinica Drude
- Phoenix baoulensis A.Chev.
- Phoenix comorensis Becc.
- Phoenix djalonensis A.Chev.
- Phoenix dybowskii A.Chev.
- Phoenix equinoxialis Bojer
- Phoenix leonensis Lodd. ex Kunth
- Phoenix reclinata var. comorensis (Becc.) Jum. & H.Perrier
- Phoenix reclinata var. madagascariensis Becc.
- Phoenix reclinata var. somalensis Becc.
- Phoenix spinosa Schumach. & Thonn.[6]